# Gugelhof
Gugelhof ist eine Wüstung in der heutigen Gemeinde Burgthann auf der Gemarkung Oberferrieden im mittelfränkischen Landkreis Nürnberger Land.
Die Einöde lag zwei Kilometer nördlich von Oberferrieden, dessen Ortsteil sie war. In den Dokumentationen zu den Volkszählungen wird Gugelhof letztmals 1900 genannt, als Einöde mit neun Einwohnern und zwei Wohngebäuden.